# 奧西莫條約
《奧西莫條約》是南斯拉夫社會主義聯邦共和國和意大利共和國於1975年11月10日在意大利奧西莫簽署的法文條約，以清楚劃分位於兩國之間的的里雅斯特自由區擁有權，該條約在1977年10月11日起生效。
《奧西莫條約》正式確立兩國於1954年倫敦簽訂的諒解備忘錄，該備忘錄把A區和B區的臨時民政管理權分別交予意大利和南斯拉夫，A區成為的里雅斯特省，但南斯拉夫可以自由進出港口的里雅斯特。
意大利工務及商務部總幹事負責談判和代表政府簽署條約，外交部沒有參與談判工作，南斯拉夫方面則由外交事務部長負責簽署。

## 意大利國內批評
意大利政府棄用傳統外交渠道、秘密進行談判和簽署條約的做法惹來國內嚴厲批評。民族主義者拒絕放棄伊斯特里亞半島，這是由於伊斯特里亞半島位處古意大利以拉沙河為界線的東部邊境，屬於威尼斯與伊斯特里亞半島地區（Venetia et Histria）的一部分。此外，伊斯特里亞半島在第一次世界大戰至第二次世界大戰結束期間25年（1919-1943）曾受意大利管轄，伊斯特里亞半島西岸早有大量意大利人口。
意大利有人呼籲根據《意大利刑法典》第241條以叛國罪名起訴當時的總理和外交部長，刑法規定任何人若認定犯有協助及教唆外國勢力在國家領土行使主權將被判以無期徒刑。此外，《奧西莫條約》不保證保護南斯拉夫區的少數意大利人和意大利區的少數斯洛文尼亞人，其後簽訂的單獨協議實施保護少數群體的措施。

## 斯洛文尼亞和克羅地亞的獨立
斯洛文尼亞在1991年宣布獨立，主權在1992年獲國際公認。雖然《奧西莫條約》的適用性受到質疑，斯洛文尼亞發表承認該條約的聲明，作為加入歐盟談判的先決條件。由於克羅地亞沒有質疑條約的權力或與意大利區接壤，因此意大利沒有堅持要求克羅地亞政府發表類似斯洛文尼亞的聲明。

## 外部連結
- （页面存档备份，存于）